# Tango (rose)
'Tango' est un cultivar de rosier obtenu en 1978 par le rosiériste français Delbard. Il est issu d'un croisement d'un semis 'Belle Rouge' x  ['Gloire de Rome' x 'Gratitude'] et du pollen ['Dr Schweitzer' x 'Tropicana'] x ['Ena Harkness' x 'Québec'].

## Description
Il s'agit d'un buisson de taille moyenne et au feuillage mat qui présente de grandes fleurs au cœur turbiné de couleur orange pâle saumoné. Elles sont doubles (26-40 pétales) et leur floraison est remontante. La couleur des fleurs pâlit au fur et à mesure de la floraison.
Sa zone de rusticité est de 6b à 9b ; il résiste donc aux hivers froids. Il est parfait pour la fleur à couper et il est fort prisé pour son coloris délicat qui illumine les massifs. Il a besoin d'être taillé avant le début du printemps.